# 9. Arrondissement (Lyon)
Das 9. Arrondissement ist eines der neun Arrondissement (Stadtbezirk) der französischen Stadt Lyon. 2014 lebten hier 48.824 Menschen.
Das Arrondissement liegt im Nordwesten des Stadtgebiets von Lyon. Es wird im Osten von der Saône begrenzt; die Flussinsel Île Barbe gehört aber noch dazu. Im Norden grenzt es an Saint-Didier-au-Mont-d’Or, Saint-Cyr-au-Mont-d’Or und Collonges-au-Mont-d’Or, im Nordosten, wo die Saône die Stadtgrenze bildet, an Caluire-et-Cuire, im Osten ans 4. und 1. Arrondissement, im Süden ans 5. Arrondissement und im Westen an Tassin-la-Demi-Lune und Écully.

## Geschichte
Per Verordnung vom 12. August 1964 wurde der Nordteil vom 5. Arrondissement abgetrennt und zusammen mit der Gemeinde Saint-Rambert-l'Île-Barbe (Sie wurde am 1. August 1963 eingemeindet.) zum neuen 9. Arrondissement vereint. 

## Geografie
Das 9. Arrondissement bedeckt eine Fläche von 7,25 km².

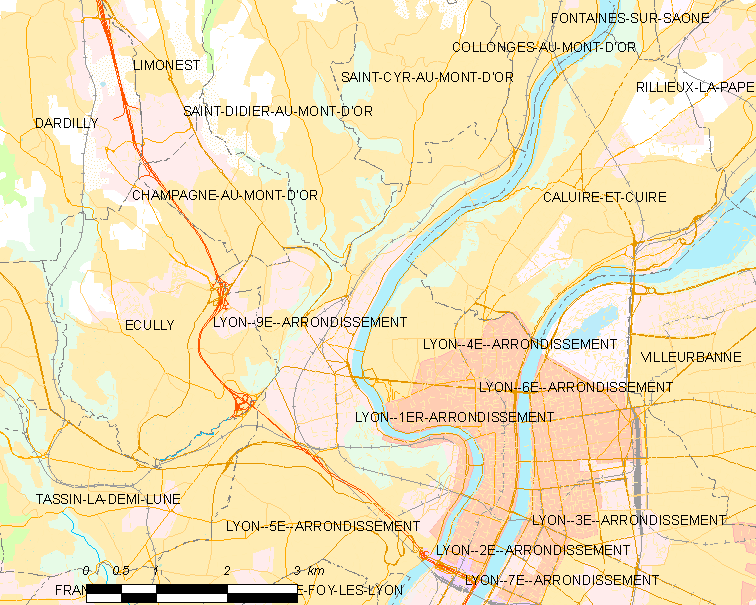
Karte des Arrondissements

### Viertel
Es besteht aus folgenden Stadtvierteln (französisch Quartiers):

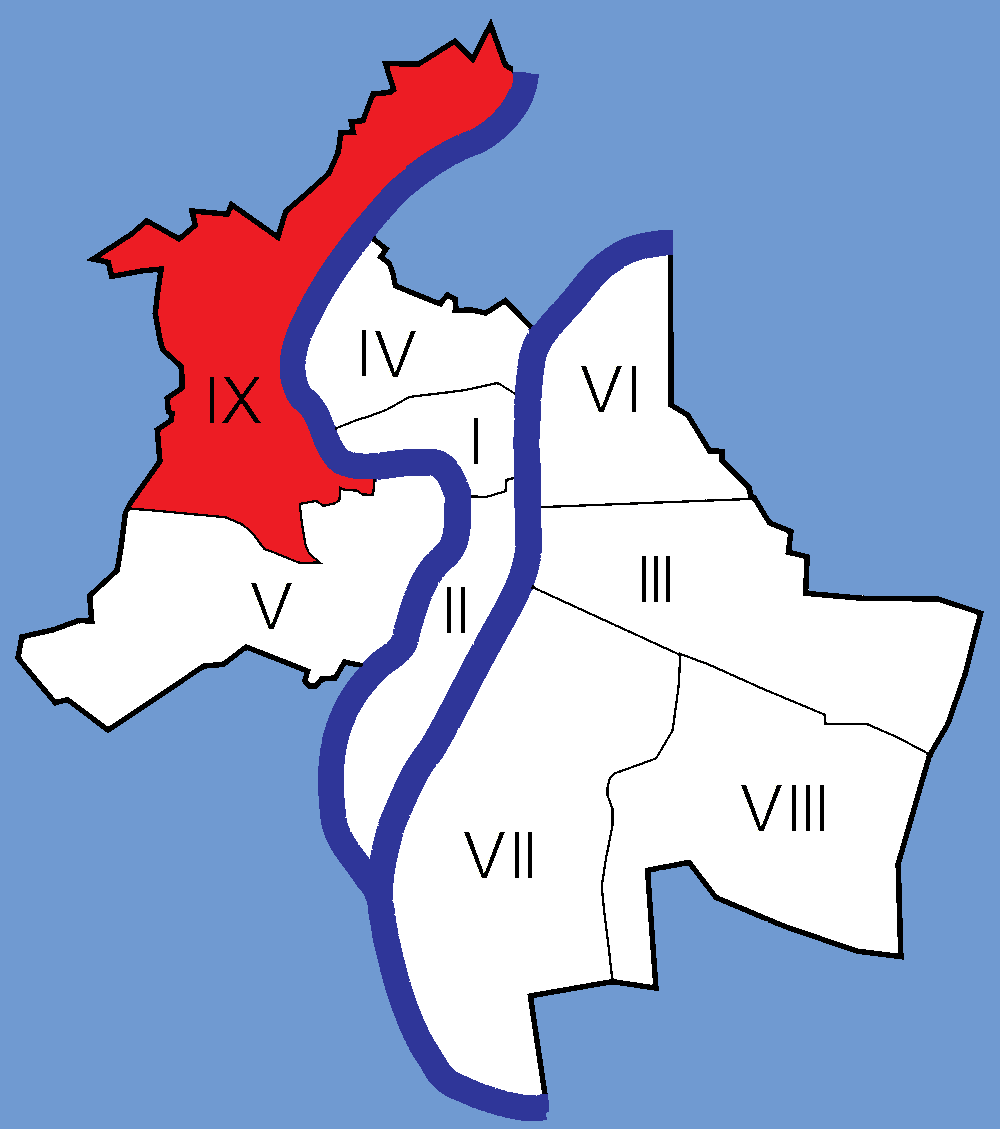

- Vaise
- Gorge-de-Loup
- La Duchère
- Saint-Rambert-l'Île-Barbe
- Observance
- Industrie
- Champvert
- Rochecardon

### Bauwerke
- Église Saint-Pierre de Vaise
- Église Notre-Dame de l'Annonciation
- Église Saint-Camille
- Église Notre-Dame de l'Île Barbe
- Château de la Jayère.

### Straßen, Plätze, Grünflächen
Grande Rue de Vaise, Place Valmy, Place de Paris, Parc du Vallon, Parc de Saint Rambert, Île Barbe.

## Demografie
| Jahr      | 1999   | 2005   | 2008   | 2009   | 2011   |
| --------- | ------ | ------ | ------ | ------ | ------ |
| Einwohner | 47.030 | 47.200 | 48.673 | 48.574 | 48.431 |

Im Jahr 2013 betrug die Bevölkerungsdichte 6.748 Einw./km².

## Öffentliche Einrichtungen
- Médiathèque de Vaise
- Gare SNCF de Vaise
- Gare SNCF de Gorge de Loup

## Kultur
- Théâtre Nouvelle Génération (TNG), CDN.
- Kinokomplex Pathé
- Conservatoire national supérieur musique et danse de Lyon (CNSMDL)

## Verkehrsanbindung
- Métro Lyon D, Stationen Gorge de Loup, Valmy, Gare de Vaise

## Weitere Hinweise
- Seite des 9. Arrondissement